# 徐筱芗
徐筱芗（1966年—），河南修武人，汉族，中华人民共和国政治人物、第十二届全国人民代表大会河南地区代表。
毕业于北京科技大学金属压力加工专业。2013年，担任全国人大代表。